# Michail Wladimirowitsch Matorin
Michail Wladimirowitsch Matorin (russisch Михаил Владимирович Маторин; * 6. November 1901 in Moskau; † 1976 ebenda) war ein sowjetischer Grafiker.

## Leben
Matorin besuchte von 1914 bis 1920 die Staatliche Kunst- und Industrie-Schule und lernte Typografie und Flachdruck. Bei einem Wettbewerb im Jahr 1920 erhielt er den 1. Preis für ein Plakat mit dem Titel  Да здравствует мировой Октябрь („Es lebe die Welt im Oktober.“) Seit den 1920er Jahren fertigte er Holzschnitte und Linolschnitte.  Von 1920 bis 1924 lehrte er an der Moskauer Kunst- und Industrie-Schule und danach bis 1930 an der Zentralschule für das Druckgewerbe. 1935 wurde er Junior-Professor und in der ersten Ausstellung von 1947 zur Eröffnung des Hauses der Kultur der Sowjetunion war er unter den Ausstellern vertreten. Von 1950 bis zu seinem Tod lehrte er als Professor für Gravur.